# Fuquay-Varina (Caroline du Nord)
Fuquay-Varina est une ville américaine située dans le comté de Wake dans l'État de Caroline du Nord. En 2010, sa population était de 17 937 habitants.

## Démographie
| 1910 | 1920 | 1930 | 1940  | 1950  | 1960  |
| ---- | ---- | ---- | ----- | ----- | ----- |
| 127  | 555  | 963  | 1 323 | 1 992 | 3 389 |

| 1970  | 1980  | 1990  | 2000  | 2010   | - |
| ----- | ----- | ----- | ----- | ------ | - |
| 3 576 | 3 110 | 4 562 | 7 898 | 17 937 | - |

## Source de la traduction
- (en) Cet article est partiellement ou en totalité issu de l’article de Wikipédia en anglais intitulé « Fuquay-Varina, North Carolina » (voir la liste des auteurs).